# Dynatosoma majus
Dynatosoma majus är en tvåvingeart som beskrevs av Landrock 1912. Dynatosoma majus ingår i släktet Dynatosoma och familjen svampmyggor. Enligt den finländska rödlistan är arten nära hotad i Finland. Arten är reproducerande i Sverige. Artens livsmiljö är naturmoskogar. Inga underarter finns listade i Catalogue of Life.